# Kanton Rochefort-Centre
Kanton Rochefort-Centre je francouzský kanton v departementu Charente-Maritime v regionu Poitou-Charentes. Do kantonu patří pouze část města Rochefort.